# Inner Mongolia BaoTou Steel Union Company
Inner Mongolia BaoTou Steel Union Company (chinois simplifié : 内蒙古包钢钢联股份有限公司 ; chinois traditionnel : 內蒙古包鋼鋼聯股份有限公司 ; pinyin : Nèimēnggǔ bāo gāng gāng lián gǔfèn yǒuxiàngōngsī) est une filiale cotée de Baogang Group, entreprise sidérurgique domiciliée en Mongolie-Intérieure. 